# Голіцин Михайло Михайлович
Голіцин Михайло Михайлович (11(01) листопада 1675 — 21(10) грудня 1730) — російський генерал-фельдмаршал (1725), князь. Брат Дмитра Голіцина.

## Життєпис
У 1687 розпочав кар'єру в Семенівському полку, у 1694 отримав звання прапорщика.
Брав участь у Азовсько-Дніпровських походах 1695—1696 та Північній війні 1700—1721. У 1702 керував штурмом фортеці Нотебург (нині місто Шліссельбург, Ленінградська область, РФ).
Під час Полтавської битви 1709 командував гвардією. Під Переволочною (колишнє село на лівому березі Дніпра біля впадіння в нього річки Ворскла, нині залите водами Кам'янського водосховища) наказав скарати українських козаків, які потрапили в полон після капітуляції частини шведської армії.
Учасник Прутського походу 1711, морських битв у Балтійському морі в 1714 біля півострова Гангут (нині Ханко, Фінляндія) і 1720 біля острова Гренгам (нині Фінляндія).
У 1723—1728 командував російськими військами, розташованими в Україні.
У 1728—1730 — президент Військової колегії та член Верховної таємної ради. Брав участь у складанні «кондицій».
Після воцаріння Анни Іванівни потрапив у немилість, був звільнений зі служби.
Помер 21(10) грудня 1730 у Москві.